# Lista över avsnitt av The A-Team
The A-Team är en TV-serie från 1980-talet med George Peppard, Dirk Benedict, Dwight Schultz och Mr. T med flera, och sändes ursprungligen 1983-1987 i NBC. Denna lista visar antal säsonger inklusive dess episoder. Siffror inom parentes anger avsnittsnummer räknat från första säsongen.

## Säsongsöversikt
| Säsong | Säsong | Avsnitt | Avsnitt | Originalvisning       | Originalvisning      |
| Säsong | Säsong | Avsnitt | Avsnitt | Första sändningsdatum | Sista sändningsdatum |
| ------ | ------ | ------- | ------- | --------------------- | -------------------- |
|        | 1      | 14      | 14      | 23 januari 1983       | 10 maj 1983          |
|        | 2      | 23      | 23      | 20 september 1983     | 15 maj 1984          |
|        | 3      | 25      | 25      | 18 september 1984     | 14 maj 1985          |
|        | 4      | 23      | 23      | 24 september 1985     | 13 maj 1986          |
|        | 5      | 13      | 13      | 26 september 1986     | 8 mars 1987          |

## Avsnitt

### Säsong 1 (1983)
Säsong ett gjordes 1983. Till första säsongen gjordes endast 14 episoder till skillnad från efterföljande säsonger som hade betydligt fler, bortsett från säsong 5 som endast hade 13 episoder. Observera att i pilotavsnittet spelades Face av Tim Dunigan och inte av Dirk Benedict som i resterande avsnitt.
| Nr i serien | Nr i säsongen | Titel                                  | Regissör             | Manus                                                 | Originalvisning  |
| ----------- | ------------- | -------------------------------------- | -------------------- | ----------------------------------------------------- | ---------------- |
| 12          | 12            | "Mexican Slayride"                     | Rod Holcomb          | Frank Lupo & Stephen J. Cannell                       | 23 januari 1983  |
| 3           | 3             | "Children of Jamestown"                | Christian I. Nyby II | Stephen J. Cannell                                    | 30 januari 1983  |
| 4           | 4             | "Pros and Cons"                        | Ron Satlof           | Stephen J. Cannell                                    | 8 februari 1983  |
| 5           | 5             | "A Small and Deadly War"               | Ron Satlof           | Frank Lupo                                            | 15 februari 1983 |
| 6           | 6             | "Black Day at Bad Rock"                | Christian I. Nyby II | Patrick Hasburgh                                      | 22 februari 1983 |
| 7           | 7             | "The Rabbit Who Ate Las Vegas"         | Bruce Kessler        | Frank Lupo                                            | 1 mars 1983      |
| 8           | 8             | "The Out-of-Towners"                   | Chuck Bowman         | Frank Lupo                                            | 15 mars 1983     |
| 9           | 9             | "Holiday in the Hills"                 | Arnold Laven         | Babs Greyhosky                                        | 22 mars 1983     |
| 10          | 10            | "West Coast Turnaround"                | Guy Magar            | Stephen J. Cannell, Patrick Hasburgh & Babs Greyhosky | 5 april 1983     |
| 11          | 11            | "One More Time"                        | Arnold Laven         | Frank Lupo, Patrick Hasburgh & Babs Greyhosky         | 12 april 1983    |
| 12          | 12            | "Till Death Do Us Part"                | Guy Magar            | Babs Greyhosky                                        | 19 april 1983    |
| 13          | 13            | "The Beast from the Belly of a Boeing" | Ron Satlof           | Patrick Hasburgh                                      | 3 maj 1983       |
| 14          | 14            | "A Nice Place to Visit"                | Bernard McEveety     | Frank Lupo                                            | 10 maj 1983      |

### Säsong 2 (1983–84)
Säsongen 1983/1984 var andra säsongen av serien som nu hade blivit kultförklarad. Säsong två hade totalt 23 episoder.
| Nr i serien | Nr i säsongen | Titel                                | Regissör             | Manus                                                                 | Originalvisning   |
| ----------- | ------------- | ------------------------------------ | -------------------- | --------------------------------------------------------------------- | ----------------- |
| 15          | 1             | "Diamonds 'n' Dust"                  | Ron Satlof           | Patrick Hasburgh                                                      | 20 september 1983 |
| 16          | 2             | "Recipe for Heavy Bread"             | Bernard McEveety     | Stephen J. Cannell                                                    | 27 september 1983 |
| 17          | 3             | "The Only Church in Town"            | Christian I. Nyby II | Babs Greyhosky                                                        | 11 oktober 1983   |
| 18          | 4             | "Bad Time on the Border"             | Bruce Kessler        | Richard Christian Matheson & Thomas Szollosi                          | 18 oktober 1983   |
| 1920        | 56            | "When You Comin' Back, Range Rider?" | Christian I. Nyby II | Frank Lupo                                                            | 25 oktober 1983   |
| 21          | 7             | "The Taxicab Wars"                   | Gilbert M. Shilton   | Stephen J. Cannell                                                    | 1 november 1983   |
| 22          | 8             | "Labor Pains"                        | Arnold Laven         | Richard Christian Matheson & Thomas Szollosi                          | 8 november 1983   |
| 23          | 9             | "There's Always a Catch"             | Ron Satlof           | Richard Christian Matheson & Thomas Szollosi                          | 15 november 1983  |
| 24          | 10            | "Water, Water Everywhere"            | Sidney Hayers        | Synopsis av : Sidney Ellis Manus av : Jo Swerling, Jr. & Sidney Ellis | 22 november 1983  |
| 25          | 11            | "Steel"                              | Gilbert M. Shilton   | Frank Lupo                                                            | 29 november 1983  |
| 26          | 12            | "The White Ballot"                   | Dennis Donnelly      | Jeff Ray                                                              | 6 december 1983   |
| 27          | 13            | "The Maltese Cow"                    | Dennis Donnelly      | Richard Christian Matheson & Thomas Szollosi                          | 13 december 1983  |
| 28          | 14            | "In Plane Sight"                     | Tony Mordente        | Babs Greyhosky                                                        | 3 januari 1984    |
| 29          | 15            | "The Battle of Bel Air"              | Gilbert M. Shilton   | Frank Lupo                                                            | 10 januari 1984   |
| 30          | 16            | "Say It With Bullets"                | Dennis Donnelly      | Richard Christian Matheson & Thomas Szollosi                          | 17 januari 1984   |
| 31          | 17            | "Pure-Dee Poison"                    | Dennis Donnelly      | Allan Cole & Chris Bunch                                              | 31 januari 1984   |
| 32          | 18            | "It's a Desert Out There"            | Arnold Laven         | Bruce Cervi                                                           | 7 februari 1984   |
| 33          | 19            | "Chopping Spree"                     | Michael O'Herlihy    | Stephen Katz                                                          | 14 februari 1984  |
| 34          | 20            | "Harder Than It Looks"               | Ivan Dixon           | Babs Greyhosky                                                        | 21 februari 1984  |
| 35          | 21            | "Deadly Maneuvers"                   | Mike Vejar           | Richard Christian Matheson & Thomas Szollosi                          | 28 februari 1984  |
| 36          | 22            | "Semi-Friendly Persuasion"           | Craig R. Baxley      | Danny Lee Cole                                                        | 8 maj 1984        |
| 37          | 23            | "Curtain Call"                       | Dennis Donnelly      | Stephen Katz                                                          | 15 maj 1984       |

### Säsong 3 (1984–85)
Säsong tre från 1984/1985 hade totalt 25 episoder och var allra populärast.
| Nr i serien | Nr i säsongen | Titel                      | Regissör          | Manus                           | Originalvisning   |
| ----------- | ------------- | -------------------------- | ----------------- | ------------------------------- | ----------------- |
| 38          | 1             | "Bullets and Bikinis"      | Dennis Donnelly   | Mark Jones                      | 18 september 1984 |
| 3940        | 23            | "The Bend in the River"    | Michael O'Herlihy | Stephen J. Cannell & Frank Lupo | 25 september 1984 |
| 41          | 4             | "Fire"                     | Tony Mordente     | Stephen Katz                    | 2 oktober 1984    |
| 42          | 5             | "Timber!"                  | David Hemmings    | Jeff Ray                        | 16 oktober 1984   |
| 43          | 6             | "Double Heat"              | Craig R. Baxley   | Stephen Katz                    | 23 oktober 1984   |
| 44          | 7             | "Trouble on Wheels"        | Michael O'Herlihy | Mark Jones                      | 30 oktober 1984   |
| 45          | 8             | "The Island"               | Michael O'Herlihy | Mark Jones                      | 13 november 1984  |
| 46          | 9             | "Showdown!"                | James Fargo       | Milt Rosen                      | 20 november 1984  |
| 47          | 10            | "Sheriffs of Rivertown"    | Dennis Donnelly   | Mark Jones                      | 27 november 1984  |
| 48          | 11            | "The Bells of St. Mary's"  | Dennis Donnelly   | Stephen J. Cannell              | 4 december 1984   |
| 49          | 12            | "Hot Styles"               | Tony Mordente     | Stephen Katz                    | 11 december 1984  |
| 50          | 13            | "Breakout!"                | Dennis Donnelly   | Stephen Katz & Mark Jones       | 18 december 1984  |
| 51          | 14            | "Cup A' Joe"               | Craig R. Baxley   | Dennis O'Keefe III              | 8 januari 1985    |
| 52          | 15            | "The Big Squeeze"          | Arnold Laven      | Stephen J. Cannell              | 15 januari 1985   |
| 53          | 16            | "Champ!"                   | Michael O'Herlihy | Stephen Katz                    | 22 januari 1985   |
| 54          | 17            | "Skins"                    | Dennis Donnelly   | Mark Jones                      | 29 januari 1985   |
| 55          | 18            | "Road Games"               | Dennis Donnelly   | Mark Jones                      | 5 februari 1985   |
| 56          | 19            | "Moving Targets"           | Dennis Donnelly   | Mark Jones                      | 12 februari 1985  |
| 57          | 20            | "Knights of the Road"      | Michael O'Herlihy | Burt Pearl & Steven L. Sears    | 26 februari 1985  |
| 58          | 21            | "Waste 'Em!"               | Sidney Hayers     | Stephen Katz & Mark Jones       | 5 mars 1985       |
| 59          | 22            | "Bounty"                   | Michael O'Herlihy | Mark Jones & Stephen Katz       | 2 april 1985      |
| 60          | 23            | "Beverly Hills Assault"    | Craig R. Baxley   | Paul Birnbaum                   | 9 april 1985      |
| 61          | 24            | "Trouble Brewing"          | Michael O'Herlihy | Burt Pearl & Steven L. Sears    | 7 maj 1985        |
| 62          | 25            | "Incident at Crystal Lake" | Tony Mordente     | Stephen J. Cannell & Frank Lupo | 14 maj 1985       |

### Säsong 4 (1985–86)
Säsong fyra från 1985/1986 hade totalt 23 episoder och innehöll mest action.
| Nr i serien | Nr i säsongen | Titel                                        | Regissör          | Manus                                                   | Originalvisning   |
| ----------- | ------------- | -------------------------------------------- | ----------------- | ------------------------------------------------------- | ----------------- |
| 6364        | 12            | "Judgment Day"                               | David Hemmings    | Frank Lupo                                              | 24 september 1985 |
| 65          | 3             | "Where Is the Monster When You Need Him?"    | Michael O'Herlihy | Stephen J. Cannell                                      | 1 oktober 1985    |
| 66          | 4             | "Lease with an Option to Die"                | David Hemmings    | Bill Nuss                                               | 22 oktober 1985   |
| 67          | 5             | "The Road to Hope"                           | David Hemmings    | Stephen J. Cannell                                      | 29 oktober 1985   |
| 68          | 6             | "The Heart of Rock N' Roll"                  | Tony Mordente     | Frank Lupo                                              | 5 november 1985   |
| 69          | 7             | "Body Slam"                                  | Craig R. Baxley   | Bill Nuss                                               | 12 november 1985  |
| 70          | 8             | "Blood, Sweat, and Cheers"                   | Sidney Hayers     | Tom Blomquist                                           | 19 november 1985  |
| 71          | 9             | "Mind Games"                                 | Michael O'Herlihy | Stephen J. Cannell                                      | 26 november 1985  |
| 72          | 10            | "There Goes the Neighborhood"                | Dennis Donnelly   | Bill Nuss                                               | 3 december 1985   |
| 73          | 11            | "The Doctor Is Out"                          | David Hemmings    | Richard Christian Matheson & Thomas Szollosi            | 10 december 1985  |
| 74          | 12            | "Uncle Buckle-Up"                            | Michael O'Herlihy | Danny Lee Cole                                          | 17 december 1985  |
| 75          | 13            | "Wheel of Fortune"                           | David Hemmings    | Bill Nuss                                               | 14 januari 1986   |
| 76          | 14            | "The A-Team Is Coming, the A-Team Is Coming" | David Hemmings    | Steve Beers                                             | 21 januari 1986   |
| 77          | 15            | "Members Only"                               | Tony Mordente     | Bill Nuss                                               | 28 januari 1986   |
| 78          | 16            | "Cowboy George"                              | Tony Mordente     | Stephen J. Cannell                                      | 11 februari 1986  |
| 79          | 17            | "Waiting for Insane Wayne"                   | Craig R. Baxley   | Stephen J. Cannell & Frank Lupo                         | 18 februari 1986  |
| 80          | 18            | "The Duke of Whispering Pines"               | Sidney Hayers     | Jayne C. Ehrlich                                        | 25 februari 1986  |
| 81          | 19            | "Beneath the Surface"                        | Michael O'Herlihy | Story by: Lloyd J. Schwartz Teleplay by: Danny Lee Cole | 4 mars 1986       |
| 82          | 20            | "Mission of Peace"                           | Craig R. Baxley   | Steven L. Sears & Burt Pearl                            | 11 mars 1986      |
| 83          | 21            | "The Trouble with Harry"                     | David Hemmings    | Bull Nuss                                               | 25 mars 1986      |
| 84          | 22            | "A Little Town With an Accent"               | Michael O'Herlihy | Richard Christian Matheson & Thomas Szollosi            | 6 maj 1986        |
| 85          | 23            | "The Sound of Thunder"                       | Michael O'Herlihy | Frank Lupo                                              | 13 maj 1986       |

### Säsong 5 (1986–87)
Säsong fem från 1986/1987 hade totalt 13 episoder. I början av den femte säsongen ändrades grundkonceptet i och med att teamet blev infångade och tvingades jobba för den amerikanska regeringen. Mycket av humorn och den tidigare panachen försvann, till exempel byttes signaturmelodins inledningstext ut mot kulspruteljud. Serien fick snabbt kraftigt minskade tittarsiffror och lades därför ned efter femte säsongen.
| Nr i serien | Nr i säsongen | Titel                                       | Regissör            | Manus                        | Originalvisning   |
| ----------- | ------------- | ------------------------------------------- | ------------------- | ---------------------------- | ----------------- |
| 86          | 1             | "Dishpan Man" "The Court Martial (Del 1)"   | Tony Mordente       | Stephen J. Cannell           | 26 september 1986 |
| 87          | 2             | "Trial by Fire" "The Court Martial (Del 2)" | Les Sheldon         | Tom Blomquist                | 3 oktober 1986    |
| 88          | 3             | "Firing Line" "The Court Martial (Del 3)"   | Michael O'Herlihy   | Frank Lupo                   | 10 oktober 1986   |
| 89          | 4             | "Quarterback Sneak"                         | Craig R. Baxley     | Paul Birnbaum                | 17 oktober 1986   |
| 90          | 5             | "The Theory of Revolution"                  | Sidney Hayers       | Burt Pearl & Steven L. Sears | 24 oktober 1986   |
| 91          | 6             | "The Say UNCLE Affair"                      | Michael O'Herlihy   | Terry D. Nelson              | 31 oktober 1986   |
| 92          | 7             | "Alive at Five"                             | Craig R. Baxley     | Bill Nuss                    | 7 november 1986   |
| 93          | 8             | "Family Reunion"                            | James Darren        | Steven L. Sears              | 14 november 1986  |
| 94          | 9             | "Point of No Return"                        | Bob Bralver         | Burt Pearl                   | 18 november 1986  |
| 95          | 10            | "The Crystal Skull"                         | Michael O'Herlihy   | Bill Nuss                    | 28 november 1986  |
| 96          | 11            | "The Spy Who Mugged Me"                     | Michael O'Herlihy   | Paul Bernbaum                | 2 december 1986   |
| 97          | 12            | "The Grey Team"                             | Michael O'Herlihy   | Tom Blomquist                | 30 december 1986  |
| 98          | 13            | "Without Reservations"                      | John Peter Kousakis | Bill Nuss                    | 8 mars 1987       |

### Fotnoter
1. ↑  ”The A-Team” (på engelska). TV.Com. http://www.tv.com/shows/the-a-team/. Läst 26 januari 2017.